# Коротовинская
Коротовинская — деревня в Ленском районе Архангельской области. Входит в состав Сойгинского сельского поселения.

## География
Находится в юго-восточной части Архангельской области на расстоянии приблизительно 65 км на юго-запад по прямой от административного центра района села Яренск на правобережье Вычегды.

## История
Была отмечена еще в 1710 году как поселение с 2 дворами. В 1859 году здесь (деревня Сольвычегодского уезда Вологодской губернии) было учтено 3 двора.

## Население
Численность населения: 34 человека (1859 год), 21 (русские 95 %) в 2002 году, 3 в 2010.